# میری سوریا
میرِی سوریا (انگلیسی: Mireille Soria؛ زادهٔ ۲۲ آوریل ۱۹۷۰) یک تهیه‌کننده فیلم اهل ایالات متحده آمریکا است.
وی رئیس پارامونت انیمیشن (بخش انیمیشن پارامونت پیکچرز) است.
از فیلم‌ها یا مجموعه‌های تلویزیونی که وی در آن‌ها نقش داشته‌است می‌توان به برای همیشه، اسپیریت: اسب سیمارون، سندباد: افسانه هفت دریا، ماداگاسکار، ماداگاسکار: فرار به آفریقا، ماداگاسکار ۳: تحت تعقیب‌ترین‌های اروپا، پنگوئن‌های ماداگاسکار، خانه و کاپیتان زیرشلواری: اولین فیلم حماسی اشاره نمود.